# Задний Брод
Задний Брод — деревня в Торопецком районе Тверской области России. Входит в состав Подгородненского сельского поселения.

## История
На топографической трёхвёрстной карте Фёдора Шуберта 1867—1906 годов обозначена деревня Задний Брод. Имела 9 дворов.
На карте РККА 1923—1941 годов обозначена деревня Задний Брод. Имела 25 дворов.

## География
Деревня расположена в центральной части района. Находится примерно в 28 км к северо-западу от города Торопец.
Климат
Деревня, как и весь район, относится к умеренному поясу северного полушария и находится в области переходного климата от океанического к материковому. Лето с температурным режимом +15…+20 °С (днём +20…+25 °С), зима умеренно-морозная −10…−15 °С; при вторжении арктических воздушных масс до −30…-40 °С.
Среднегодовая скорость ветра 3,5—4,2 метра в секунду.

## Население
| 2010 |
| ---- |
| 0    |

По состоянию на 2002 год в деревне проживало 2 человека.
Национальный состав
Согласно результатам переписи 2002 года русские составляли 100 % населения деревни.